# Trémeheuc
 Trémeheuc  (en galó Treumeuc) es una población y comuna francesa, situada en la región de Bretaña, departamento de Ille y Vilaine, en el distrito de Saint-Malo y cantón de Combourg.

## Demografía
| 212 | 219 | 232 | 286 | 308 | 313 |
| Para los censos de 1962 a 1999 la población legal corresponde a la población sin duplicidades (Fuente: INSEE [Consultar]) |     |     |     |     |     |